# Fourmies
Fourmies is een gemeente in het Franse Noorderdepartement (Frans: département du Nord) (regio Hauts-de-France). De plaats maakt deel uit van het arrondissement Avesnes-sur-Helpe. Elk jaar vindt in Fourmies de wielerwedstrijd GP Fourmies plaats. In de gemeente ligt spoorwegstation Fourmies. Fourmies telde op 1 januari 2022 11.528 inwoners.
Op 1 mei 1891 vond in deze plaats de Schietpartij in Fourmies plaats.

## Geografie
De oppervlakte van Fourmies bedroeg op 1 januari 2022 22,98 vierkante kilometer; de bevolkingsdichtheid was toen 501,7 inwoners per km².

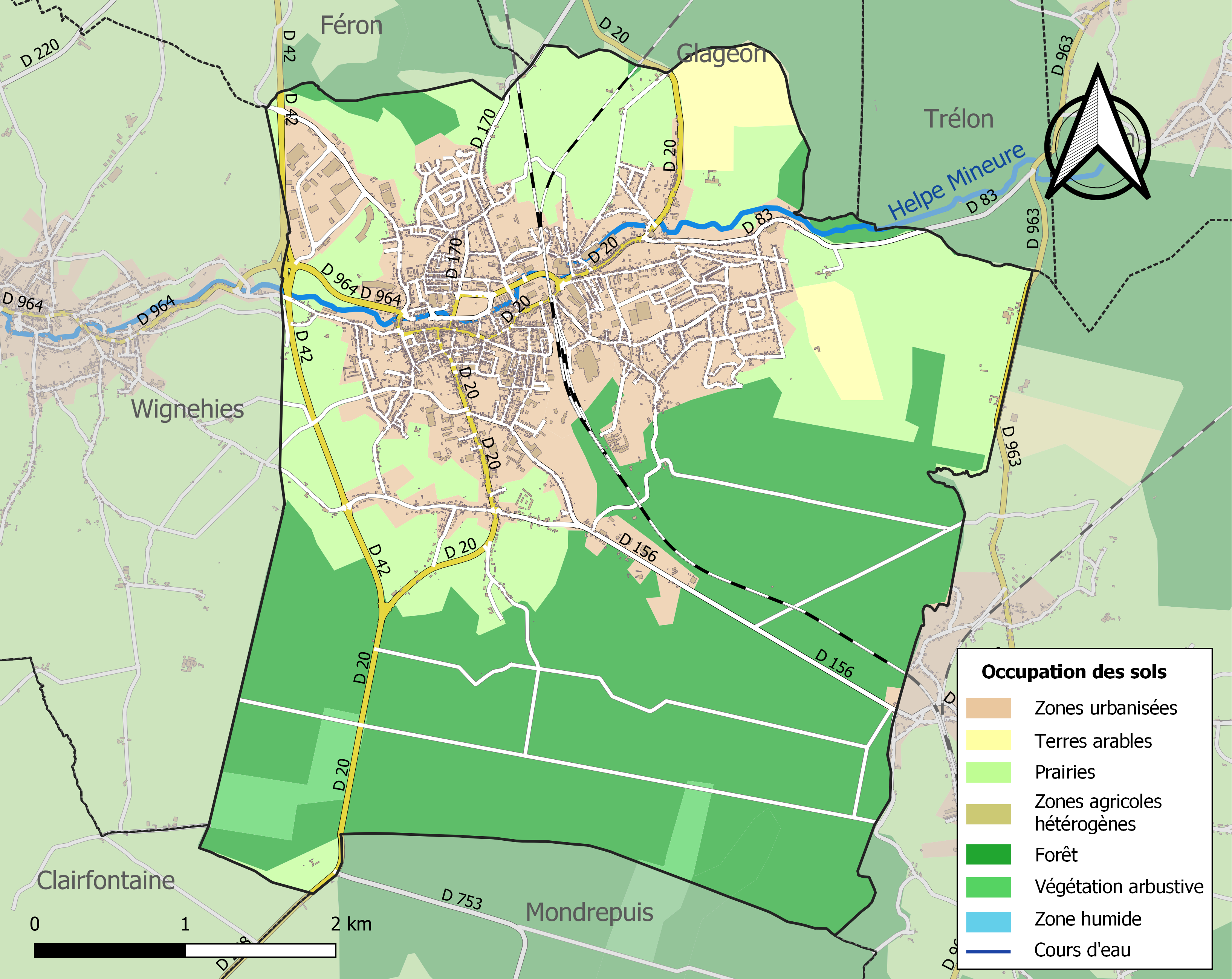
Kaart van de gemeente met belangrijkste infrastructuur, bodemgebruik en omliggende gemeenten

## Demografie
Onderstaande figuur toont het verloop van het inwonertal (bron: INSEE-tellingen).

## Musea
- Écomusée de l'Avesnois à Fourmies

## Geboren in Fourmies
- Thierry Toutain (1962) - snelwandelaar